# Grüb (Wittelshofen)

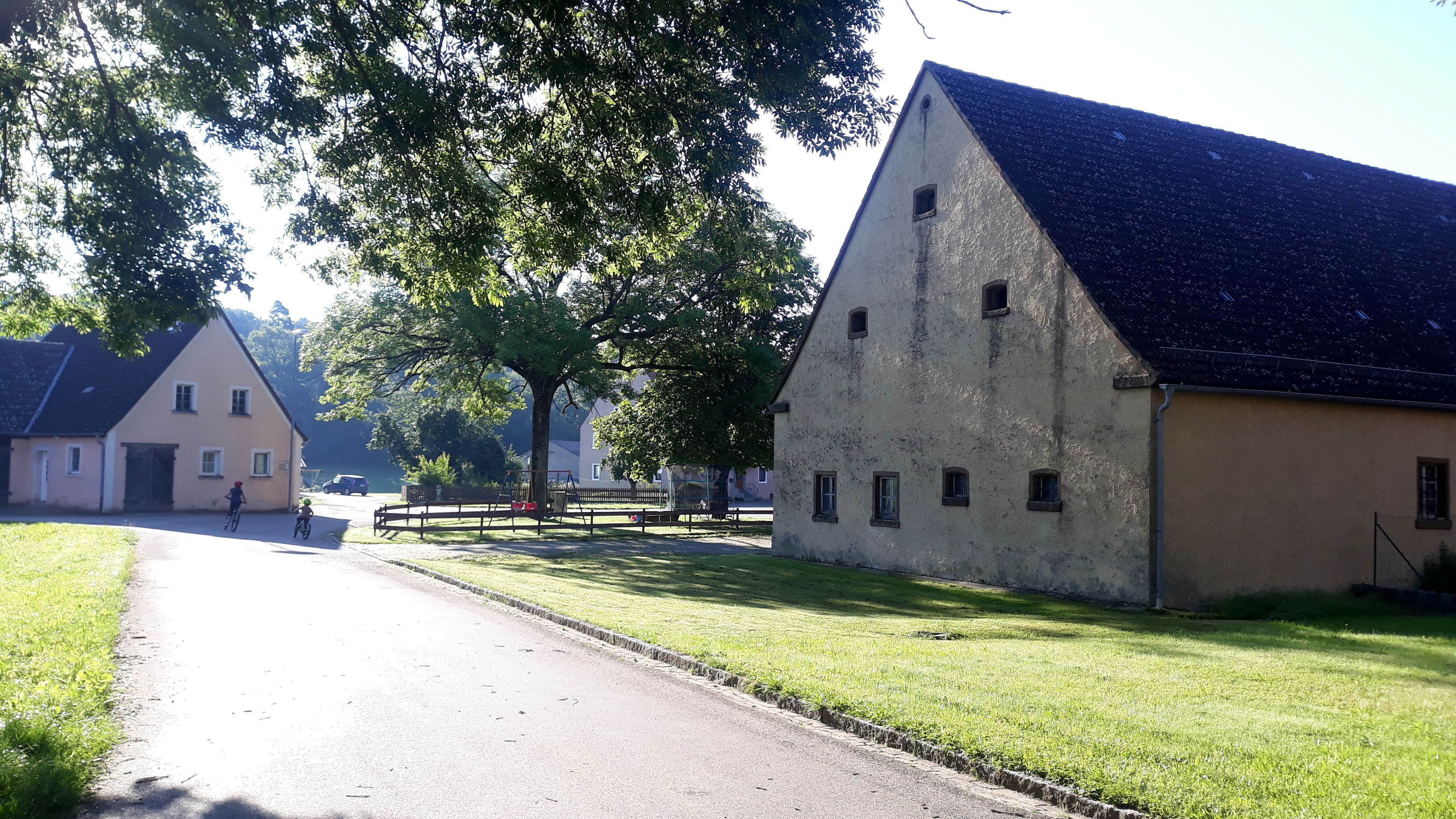
Gehöft östlich der Durchgangsstraße

Grüb ist ein Gemeindeteil der Gemeinde Wittelshofen im Landkreis Ansbach (Mittelfranken, Bayern). Grüb liegt in der Gemarkung Dühren.

## Geographie
Durch den Weiler fließt der Grüber Bach, ein linker Zufluss der Wörnitz. Im Osten grenzt das Waldgebiet Hölzlein an, im Westen das Flurgebiet Loh, im Süden Kreut, im Südosten Berg und im Nordwesten Mauerteile. Die Kreisstraße AN 51 führt zur AN 50 bei Beyerberg (2,5 km nördlich) bzw. zur AN 49 (0,8 km südlich). Eine Gemeindeverbindungsstraße führt nach Ammelbruch zur AN 50 (2,2 km nordwestlich).

## Geschichte
Im Jahr 1147 wurde in einer Urkunde erwähnt, dass Grundstücke in Grüb durch den Grafen von Abenberg an das Kloster Heilsbronn geschenkt wurden. 
Grüb lag im Fraischbezirk des ansbachischen Oberamtes Wassertrüdingen. Die Dorf- und Gemeindeherrschaft hatte das Obervogtamt Oettingen des Deutschen Ordens. Gegen Ende des 18. Jahrhunderts gab es in Grüb sieben Anwesen (5 Höfe, 2 Halbhöfe) und ein Gemeindehirtenhaus. Alleiniger Grundherr war das Obervogtamt Oettingen. Von 1797 bis 1808 unterstand der Ort dem Justiz- und Kammeramt Wassertrüdingen.
1806 kam Grüb an das Königreich Bayern. Mit dem Gemeindeedikt wurde Grüb dem 1809 gebildeten Steuerdistrikt und Ruralgemeinde Ammelbruch zugewiesen. Mit dem Zweiten Gemeindeedikt (1818) entstand die Ruralgemeinde Dühren, zu der Grüb gehörte. 1864 wurde die Gemeinde Dühren amtlich in Grüb umbenannt.
Die Gemeinde war in Verwaltung und Gerichtsbarkeit dem Landgericht Wassertrüdingen zugeordnet und in der Finanzverwaltung dem Rentamt Wassertrüdingen (1919 in Finanzamt Wassertrüdingen umbenannt, 1932–1973 Finanzamt Gunzenhausen, seit 1973 Finanzamt Ansbach). Die Verwaltung übernahm 1862 das neu geschaffene Bezirksamt Dinkelsbühl (1939 in Landkreis Dinkelsbühl umbenannt). Die Gerichtsbarkeit blieb beim Landgericht Wassertrüdingen (1879 in das Amtsgericht Wassertrüdingen umgewandelt), von 1956 bis 1970 war das Amtsgericht Gunzenhausen zuständig, von 1970 bis 1973 das Amtsgericht Dinkelsbühl, das seit 1973 eine Zweigstelle des Amtsgerichtes Ansbach ist. Die Gemeinde Grüb hatte 1964 eine Gebietsfläche von 4,780 km². Mit der Auflösung des Landkreises Dinkelsbühl im Jahr 1972 kam Grüb an den Landkreis Ansbach. Am 1. Juli 1972 wurde Grüb im Zuge der Gebietsreform in Bayern nach Wittelshofen eingemeindet.

### Baudenkmäler
- Haus Nr. 3: Dreiseithof, ehemaliges Wohnstallhaus, ehemals erdgeschossiger Satteldachbau, 18./19. Jahrhundert, Anbau eines zweigeschossigen Querhauses spätes 19. Jahrhundert; ehemaliges Austragshaus, massiver erdgeschossiger Bau mit Stichbogenfenstern und Maßwerkfenster, Mitte 19. Jahrhundert; Scheune mit Fachwerkgiebel und Satteldach, nach 1822; Stall, erdgeschossiger Putzbau mit Satteldach, nach 1822.[13]
- Haus Nr. 4: Scheune des ehemaligen Zwiehofes, massiver verputzter Satteldachbau, 1794.[13]

### Einwohnerentwicklung
Gemeinde Grüb
| Jahr      | 1818   | 1840   | 1852   | 1855   | 1861   | 1867   | 1871   | 1875   | 1880   | 1885   | 1890   | 1895   | 1900   | 1905   | 1910   | 1919   | 1925   | 1933   | 1939   | 1946   | 1950   | 1952   | 1961   | 1970   |
| Einwohner | 84     | 112    | 103    | 102    | 107    | 104    | 98     | 105    | 117    | 115    | 114    | 105    | 108    | 111    | 115    | 119    | 107    | 104    | 102    | 161    | 131    | 110    | 76     | 76     |
| Häuser    | 18     | 17     |        |        |        |        | 18     |        |        | 21     | 21     |        | 20     |        |        |        | 22     |        |        |        | 21     |        | 22     |        |
| Quelle    | [ 15 ] | [ 16 ] | [ 17 ] | [ 17 ] | [ 18 ] | [ 19 ] | [ 20 ] | [ 21 ] | [ 22 ] | [ 23 ] | [ 24 ] | [ 17 ] | [ 25 ] | [ 17 ] | [ 26 ] | [ 17 ] | [ 27 ] | [ 17 ] | [ 17 ] | [ 17 ] | [ 28 ] | [ 17 ] | [ 12 ] | [ 29 ] |

Ort Grüb
| Jahr      | 001818 | 001840 | 001861 | 001871 | 001885 | 001900 | 001925 | 001950 | 001961 | 001970 | 001987 |
| Einwohner | 40     | 56     | 62     | 60     | 64     | 62     | 60     | 78     | 41     | 47     | 41     |
| Häuser    | 8      | 8      |        |        | 11     | 10     | 12     | 11     | 12     |        | 9      |
| Quelle    | [ 15 ] | [ 16 ] | [ 18 ] | [ 20 ] | [ 23 ] | [ 25 ] | [ 27 ] | [ 28 ] | [ 12 ] | [ 29 ] | [ 1 ]  |

## Religion
Der Ort ist seit der Reformation evangelisch-lutherisch geprägt und bis heute nach St. Walburgis und St. Nikolaus (Beyerberg) gepfarrt. Die Katholiken sind nach St. Peter und Paul (Halsbach) gepfarrt.